# 山崎首班工作事件
山崎首班工作事件（やまざきしゅはんこうさくじけん）とは、1948年（昭和23年）に吉田茂の内閣総理大臣指名を阻止するために山崎猛擁立が図られた事件のこと。工作は頓挫し、第2次吉田内閣が発足することとなった。

## 概要
1948年10月7日、昭電疑獄によって経済安定本部総務長官の栗栖赳夫（民主党）や前副総理西尾末広（日本社会党）ら要職者を逮捕された芦田内閣は総辞職を余儀なくされた。芦田均自身も同年12月に逮捕されることとなる。
後継首相としては第一党の民主自由党を率いる元首相の吉田茂が目されていたが、吉田は連合国軍最高司令官総司令部（GHQ）参謀第2部（G2）とは懇意であったもののGHQ民政局（GS）からは嫌われており、GSはこれに対抗して国民協同党の三木武夫に総理を打診したが固辞され、当時の民主自由党幹事長である山崎猛を首班とした民主党・日本社会党・国民協同党との連立内閣の成立を画策した。民自党内でも山口喜久一郎・星島二郎らが同調しているものと見られ、「吉田総裁では次期首相は無理」という説が広がった。
民自党分裂を恐れた広川弘禅・白洲次郎らはこの動きを吉田に知らせ、吉田が直接GHQ最高司令官マッカーサー元帥に確認したところ、マッカーサーはこの動きを承知しないと返答し、吉田内閣が成立すれば協力する意向を伝えた。このため、民自党内では一転して山崎首班への非難が高まった。
しかし、芦田前首相は山崎擁立に否定的であったものの、新内閣による衆議院解散を恐れる前与党の民主党は首相指名選挙前日である10月13日に党代議士会において山崎推薦を決定した。
松野鶴平の指示で益谷秀次・林譲治が説得し、山崎は自ら議員辞職をして指名資格を放棄したため、この工作は失敗した。
これにより第2次吉田内閣が発足し、12月23日に衆議院は解散（馴れ合い解散）。翌年1月23日に日本国憲法下における初の総選挙である第24回衆議院議員総選挙が実施され、圧勝した民自党が単独過半数の議席を獲得した吉田内閣は盤石の体制を整えた。
なお、仮にこの工作が実現していれば、山崎は初の衆議院議長経験者の首相となっていたことになる。衆議院議長経験者で首班指名を受けた人物は現在に至るまで存在していない。ただし、幣原喜重郎は、首相退任後に衆議院議長に就任している。

## 『小説吉田学校』での描写
戸川猪佐武の『小説吉田学校』では、なかば山崎首班で固まっていた民自党総務会で、田中角栄が「もちろん、わが国は敗戦国だ。が、いかに敗戦国だろうと、アメリカに内政干渉をやらかしちゃいかん。絶対にいかん」と熱弁をふるって事態を転換し、それまで総裁辞任を覚悟していた吉田がこれに乗じて山崎首班が仮にGHQの正式司令であったとしても「憲政の常道を無視する総司令部の横車に、世論がなんというか。その日本の世論に、総司令部がどうこたえるか……私はそれを見る」と主張、これを受けてそれまで山崎首班で動いていた広川が一転して吉田首班に寝返ってもともと山崎首班に批判的であった斎藤隆夫総務会長が吉田首班で党内をまとめたと描写している。
しかし、下記の面々は、そもそも総務会に田中は出席していなかった、と証言している。松野頼三は「経過がまったく違う」と語り、日本自由党事務局長だった藤木光雄は「田中さんは若すぎて、総務じゃなかった。総務以外はその場に一人もいなかった」と証言している。村上勇も藤木証言を「その通り」と肯定し、石田博英に至っては「まったくのウソ」と言い切っている。更に、吉田茂の三女で、吉田の私設秘書でもあった麻生和子は「おもしろいけど誤解を与えるんじゃないかしら。あの方（田中）は父が在任中、一度も会ったことさえないと思います」とテレビ番組で語っている。吉田の回想録である『回想十年』などにも、山崎事件に関する記述はあるものの、田中に関する描写は一切ない。